# ライヴ (キャンドルマスのアルバム)
『ライヴ』（Live）は、スウェーデンのヘヴィメタル・バンド、キャンドルマスが1990年に録音・発表したライブ・アルバム。

## 背景
メサイア・マーコリンは本作を最後にキャンドルマスを脱退し、自身のバンド「ミメント・モーライ」の結成に至った。なお、マーコリンは後の再結成に参加したが、アルバム『Candlemass』（2005年）リリース後に再び脱退している。

## 反響・評価
母国スウェーデンでは前2作ほどの成功を収められず、アルバム・チャートのトップ60入りを逃す結果となった。アレックス・ヘンダーソンはオールミュージックにおいて5点満点中3点を付け「スレイヤー、メタリカ、メガデスなど、パンクに影響を受けたアメリカのスラッシュ・バンドの速いテンポとは対照的に、キャンドルマスはメロディックながら激烈で、このライブのドキュメントでも、スロー・テンポで味を出している」「ゴシックメタルの信奉者にとっては必聴の作品」と評している。

## 収録曲
全曲ともレイフ・エドリング作。下記トラック・リストはイギリス盤CD (CDMFN 109)、1994年再発CD (PCCY-00677)、2008年再発CD (CDVILED215X)に準拠しており、アメリカ盤CD (9 26444-2)、日本初回盤CD (WPCP-4080)、1995年再発CD (PHCR-16164)は「アカロンの鐘」を除く12曲入りだった。
1. ウェル・オブ・ソウルズ - "Well of Souls" – 5:24
2. 暗闇は死のヴェール - "Dark Are the Veils" – 4:03
3. 魔法の虜 - "Bewitched" – 4:28
4. ソリチュード - "Solitude" – 5:39
5. 暗反射 - "Dark Reflections" – 4:43
6. 樫の木の下で - "Under the Oak" – 5:58
7. ディーモンズ・ゲイト - "Demons Gate" – 8:46
8. アカロンの鐘 - "Bells of Acheron" – 4:50
9. 死の淵を抜けて - "Through the Infinitive Halls of Death" – 5:22
10. サマリタン - "Samarithan" – 5:06
11. ミラー・ミラー - "Mirror, Mirror" – 5:32
12. 絞首台にて - "Gallow's End" – 5:29
13. 魔術師の誓い - "Sorcerer's Pledge" – 10:13

### 2008年再発CDボーナス・ディスク
1. - 6.は1988年のダイナモ・オープン・エアにおけるライブ音源。
1. "Solitude"
2. "At the Gallows End"
3. "Crystal Ball"
4. "Dark Are the Veils of Death"
5. "A Sorcerer's Pledge"
6. "Black Sabbath Medley"
7. "Crystal Ball (Live Fryshuset '90, LP Version)"
8. "Bearer of Pain (Live Fryshuset '90, Mixing Desk Bonus Trk)"

## 参加ミュージシャン
- メサイア・マーコリン - ボーカル
- ラーズ・ヨハンソン - リードギター
- マッツ・ビョークマン - リズムギター
- レイフ・エドリング - ベース
- ヤン・リンドー - ドラムス